# Sembadel
Sembadel is een gemeente in het Franse departement Haute-Loire (regio Auvergne-Rhône-Alpes) en telt 250 inwoners (1999). De plaats maakt deel uit van het arrondissement Brioude.

## Geografie
De oppervlakte van Sembadel bedraagt 18,3 km², de bevolkingsdichtheid is 13,7 inwoners per km².
De onderstaande kaart toont de ligging van Sembadel met de belangrijkste infrastructuur en aangrenzende gemeenten.

## Demografie
Onderstaande figuur toont het verloop van het inwonertal (bron: INSEE-tellingen).

## Toerisme
- Sembadel-Gare
  - Chapelle Notre Dame de la Forêt - Enige moderne kerk van het kanton, gebouwd in de 20e eeuw (1955) en heeft opmerkelijk veel hout in de gevel verwerkt.
  - Chemin de fer du Haut-Forez - Sembadel was vroeger een regio waar de spoorlijn extensief werden gebruikt voor houttransport. Tegenwoordig worden deze spoorlijnen enkel nog gebruikt door toeristische treinen. Deze lijn verbindt Sembadel met Estivareilles en biedt een prachtig zicht op de landschappen van de Forez.